# Orožje in tehnologija prve svetovne vojne
Vojaška in ostala tehnologija je bila med prvo svetovno vojno eden izmed ključnih dejavnikov, ki je drastično spremenila način bojevanja. Z industrijsko revolucijo se je začel velik napredek tudi na področju orožja. Puške, pištole in topove, ki so se polnili od spredaj, so zamenjala orožja, ki so se polnila od zadaj, kar je skrajšalo čas med polnjenem in izstrelitvijo naboja. 
Standardizacija ter serijska tovarniška proizvodnja je omogočala izdelavo velikih količin kvalitetnega orožja. Naslednji korak v razvoju je bilo večstrelno orožje, začelo se je z revolverjem, nadaljevalo pa z mitraljezom, ki je lahko v minuti izstrelil toliko nabojev kot poprej cel bataljon vojakov. Razvoj brezdimnega smodnika ter novih vrst razstreliv je topništvu dal nesluteno moč rušenja in uničevanja. Zaradi tega so dotedanji obrambni sistemi postali zastareli in neuporabni.
Na morju so lesene jadrnice že veliko pred tem  zamenjali železne ladja s parnim strojem ter kasneje oklepnice. Koncem 19. stoletja so se so se v vojskovanju pričele uporabljati izpopolnjene podmornice. Takrat se je malokdo zavedal, kako bo to revolucionarno orožje spremenilo način pomorskega bojevanja. 
Spopadi so se razširili tudi v zrak, sprva predvsem nad bojišči. Začelo je se je z opazovalnimi baloni in cepelini, nekaj let pred vojno pa so se v vojaško rabo vključila še letala, ki so bila do tedaj drage igrače letalskih zanesenjakov. V samo enem letu vojne so se letala iz miroljubnega civilnega stroja spremenila v ubijalski bojni stroj in povsem predrugačila način bojevanja. 
Ob začetku vojne, avgusta 1914, je na bojišču prišlo do zanimive situacije, med seboj sta trčila zastarelo vojaško mišljenje iz 19. stoletja ter industrijsko orožje iz 20. stoletja. Ta trk je imel krvave posledice, samo v prvih mesecih vojne je na bojiščih umrlo več sto tisoč vojakov. Šele po prvem letu vojne ter enormnemu številu mrtvih in ranjenih, so se vzorci bojevanja začeli korenito spreminjati. V času vojne so začeli razvijati nova, še bolj smrtonosna orožja, z njimi pa tudi obrambna in zaščitna sredstva vojakov. Med novimi orožji so najbolj znani postali bojni strupi, tanki, minometi, plamenometalec, lažje hitrostrelno orožje, itd. Ker so nova orožja povzročala veliko smrtnih žrtev ter strašne poškodbe, so za vojake razvili čelade, plinske maske, kamuflažne uniforme ter nove načine bojevanja. Prva svetovna vojna je bila prva popolnoma industrijska vojna, ki je svetu dala nova orožja in tehnologije, ki se v izboljšani obliki uporabljajo še danes.

## Pehotno orožje

### Puške
Puška je bila standardno in najpogosteje uporabljeno orožje prve svetovne vojne. Najpogosteje so se uporabljale puške repetirke, ki so imele leta 1914 za sabo že dolgo zgodovino razvoja. Prva puška s t. i. valjastim zaklepom je bila razvita v dvajsetih letih 19. stoletja in je v orožarski in vojaški industriji povzročila pravo revolucijo. Njena praktičnost se je še povečala z iznajdbo enovitega naboja ter shrambo za strelivo. Iznajdba brezdimnega smodnika leta 1884 je učinkovitost strelnega orožja še povečala saj je bil brezdimni smodnik kar trikrat močnejši od klasičnega črnega smodnika. To je pomenilo da se je hitrost krogle v cevi povečala s tem pa je strel postal bolj natančen tudi preko razdalje 1.000 metrov. Zaradi večje natančnosti in moči smodnika so se lahko dimenzije orožja in krogle zmanjšale s tem pa se je zmanjšala tudi teža orožja. Države so po navadi same razvijale puške, rešitve so bile od države do države različne princip delovanja orožja pa enak. Čeprav so imele določene puške že pred vojno znane slabosti in prednosti je šele bojevanje v blatnih jarkih pokazalo katera puška se najbolj odnese v težkih vojaških pogojih.
Združeno kraljestvo je vstopilo v vojno s puško Lee-Enfield, kalibra 7,7 mm. Puška je prišla v uporabo Britanske vojske leta 1895 in je svoj prvi bojni krst doživela med drugo bursko vojno, kjer se je izkazala odlično. Orožje se je polnilo z desetimi naboji kar je bilo za tiste čase nenavadno veliko. Izkušen strelec je lahko z njo izstrelil 20-30 nabojev na minuto s čimer je bila to za tisti čas najhitrejša repetirka na svetu, bila pa je tudi natančna. Domet orožja je bil preko 2.000 metrov. Kljub velikim odlikam se je v blatnih jarkih izkazalo, da ima puška veliko slabost in to je, da ni bila odporna na umazanijo. Vojaki so morali zato veliko časa posvečati orožju ter paziti, da si ni umazalo od blata in peska kar v blatnih jarkih pod točo topniških izstrelkov ni bilo lahko.
Francoska pehota je uporabljala puško Lebel 1886, kalibra 8 mm. Puška je bila razvita leta 1886 in je bila prva puška, ki je uporabljala brezdimni smodnik. Polnila se je z osmimi naboji, ki so bili shranjeni pod cevjo. Shramba za strelivo je bila tudi največja slabost puške. Polnjene je bilo počasno pri tem pa je obstajala velika nevarnost, da bo naboj sprožil naslednjega saj je krogla pritiskala na netilno kapico naslednjega naboja. Ob neprevidnosti so bile nesreče kar pogoste. Pomanjkljivosti so leta 1898 nekoliko odpravili z izboljšanjem streliva, vendar je glavna pomanjkljivost ostala. Puška je bila izdelana vzdržljivo njen domet je bil preko 2.000 metrov. Njena še ena slabost je bilo počasno streljanje kar je bilo seveda povezano s shrambo za strelivo. Kljub očitnim orožjem je bila puška glavno pehotno orožje prve svetovne vojne v uporabi pa se je obdržala vse do leta 1940. Slabosti puške Lebel so želeli deloma popraviti s puško Berthier, razvito leta 1890. Puška je imela moderen strelni mehanizem podoben nemškemu in britanskemu. Shramba nabojev je bila pod zaklepom kot pri večini pušk prve svetovne vojne, lahko pa je sprejela le šest nabojev kar je bila velika slabost te puške. Sprav je bila mišljena kot zaledno orožje straž, policije, kolonialnih enote ter tujske legije. Leta 1916 pa so nekoliko izboljšano puško poslali v prve bojne črte velike vojne.
Ruski vojak se je v prvi svetovni vojni boril s puško Mosin-Nagant, kalibra 7,62 mm. Puška je bila razvita leta 1891 z namenom, da nadomesti staro enostrelko Berdan ter tako modernizira obupno zastarelo rusko cesarsko vojsko. Orožje je imelo moderen strelni mehanizem podoben nemškemu in britanskemu, v nabojnik je sprejel pet nabojev. Že pred prvo svetovno vojno se je izkazala kot izredno natančno in zanesljivo orožje prilagojeno težkim bojnim razmeram. Od uvedbe v uporabo do začetka prve svetovne vojne je puška doživela številne izboljšave ter prilagoditve različnim uporabnikom. Tudi med vojno se je puška izkazala kot zanesljiva in natančna zato je postala glavna izbira boljševikov in bele garde. Puška je bila tako uspešna, da se je obdržala vse do petdesetih let prejšnjega stoletja, ko jo je zares nadomestila šele avtomatska puška AK-47. V različnih izvedbah je bilo od leta 1891 do danes izdelanih preko 37 milijonov pušk Mosin-Nagant.
Tako kot Francozi so tudi Nemci v prvo svetovno vojno vstopili s prekaljeno puško Gewehr 98, kalibra 7,92 mm. Puška je prišla v uporabo leta 1898 kot izboljšana različica puške  Gewehr 88, ki je z uvedbo francoske puške Lebel postala v trenutku zastarela. V blatnih jarkih prve svetovne vojne se je puška izkazala kot natančno in zanesljivo orožje. Njena edina velika slabost je bila, da je bila predolga kar je onemogočalo učinkovito uporabo v majhnih prostorih npr. jarkih, ter da se je polnila le s petimi naboji. Učinkovit domet orožja je bil preko 2.000 metrov. Med vojno je bilo na puški izvedenih več prilagoditev in izbolšav.
ZDA so vstopile v veliko vojno s puško Springfield M1903, kalibra 7,8 mm. Puška je prišla v uporabo dokaj pozno, leta 1903, po več kot trideset letnem razvoju in političnih spletkah. Prva svetovna vojna je bila tako njen prvi večji bojni krst. Orožje se je polnilo s petimi naboji, na bojišču se je izkazalo kot zanesljivo in natančno orožje. Nekaj pripomb je bilo le glede merkov preko katerih je bilo težko streljati v slabi svetlobi ter ker so bili preveč občutljiv na poškodbe. Puška je bila tako uspešna, da se je uporabljala vse do konca druge svetovne vojne.
Avstro-Ogrska je med vojno uporabljala puško Mannlicher M1895, kalibra 8 mm. Puško je razvil avstrijski orožarski inženir in mojster Ferdinand Mannlicher v uporabo Avstro-Ogrske vojske pa je prišla leta 1895. Puška se je med prvo svetovno vojno izkazala za natančno in zanesljivo orožje. Njena velika posebnost je bil zaklep, ki se je po vsakem strele vlekel nazaj brez nepotrebnega obračanja kot pri ostalih repetirkah prve svetovne vojne. Prav ta revolucionarna konstrukcija zaklepa je omogočala hitro streljanje, ki je znašalo 30 do 35 nabojev na minuto zaradi česar si je puška med vojaki prislužila vzdevek  >>hitra<<. Orožje se je polnilo preko okvirja s petimi naboji, po repetiranju zadnjega polnega naboja je okvir sam izpadel iz shrambe za strelivo, kar je bila še ena zanimivost tega orožja. Konstrukcijske inovacije puške so bile tudi njena glavna slabost saj je puška rabila redno vzdrževanje. Puška je pri nas zelo dobra poznana saj so jo uporabljali tudi slovenski vojaki, ki so služili v Avstro-Ogrski in kraljevo Jugoslovanski vojski ter jugoslovanski vojski. Med drugo svetovno vojno pa so jo uporabljale tudi slovenske partizanske enote.
Poleg zgoraj naštetih in opisanih pušk saj so se med veliko vojno uporabljale tudi ostale puške. Italijanska vojska je uporabljala puško Carcano M1891, Belgijska vojska puško Mauser M1889 (belgijski Mauser), Japonska vojska puško Arisaka, Otomanska vojska puško Mauser M1890 (turški Mauser), Kanadska vojska puško Ross, itd. Večina ostalih držav v Evropi (Portugalska, Grčija, Kraljevina Srbija, Bolgarija, Romunija, …), ki so bile še vpletene v veliko vojno, je uporabljalo različne izpeljanke iz nemških in avstrijskih pušk. Ker pa je med vojno vsem stranem obupno primanjkovalo orožje se je zgodilo, da so bile nekatere zaledne enote (straža, policija, …) oborožene z zastarelimi puškami enostrelkami, ki na bojišču dvajsetega stoletja niso imele več kaj iskati ali pa z zaplenjenim orožjem nasprotnika.

### Pištole in revolverji
Pištole so bile med prvo svetovno vojno rezervirane predvsem za častnike,zato jih je bilo v primerjavi s puškami, ki so jih uporabljali vojaki,relativno malo. Vendar pa njihov nabor ni bil zato nič manjši. Kljub izumu prve prave polavtomatske pištole Borchardt C-93, leta 1893, so na bojiščih velike vojne še vedno prevladovali revolverji. Prvi revolver je razvil Samuel Colt sredi tridesetih let 19. stoletja. Orožje je zaradi možnosti zaporednega streljanja postalo izredno priljubljeno. Negovo uporabnost je še povečala iznajdba enovitega naboja sredi petdesetih let 19. stoletja. V naslednjih desetletjih so sledile številne izboljšave kot so npr. lažje polnjenje, dvojno delovanje in večja kapaciteta bobna. Kljub številnim izboljšavam pa je vse revolverje pestila skupna težava, izguba smodniških plinov na prehodu med bobnom za naboje in cevjo (izjema je bil revolver Nagant M1895), kar je razvoj tega orožja pripeljalo do konca,saj njegovega koncepta delovanja skorajda ni bilo mogoče več izboljšati. Med prvo svetovno vojno so na revolverje prisegali predvsem Britanci, ti so uporabljali revolverje tipa Webley, Colt, Smith & Wesson ter Einfeld. Francozi so uporabljali predvsem revolverje Modele 1892, ter Colt M1892. V nemški vojski so revolverje večinoma iz uporabe izrinile novejše polavtomatske pištole,vendar so kljub temu revolverji še vedno uporabljali. Uporabljali so se predvsem domači Mauser Zig-Zag ter M1879 Reichsrevolver. Podobno je bilo z Avstro-Ogrsko, ki je v oborožitvi ohranila stari revolver Gasser. Ruska cesarska vojska je uporabljala revolverje Smith & Wesson Model 3 ter  Nagant M1895, ki je bil prvi revolver brez izgube smodniških plinov.
Leta 1893 je Nemec Hugo Borchardt skonstruiral prvo avtomatsko pištolo C-93 in s tem odprl vrata novemu tipu ročnega orožja. Kmalu mu je sledil Paul Mauser, ki je leta 1896 razvil znano pištolo Mauser C96. Ta se je v uporabi obdržala vse do šestdesetih let prejšnjega stoletja. Prednosti polavtomatskih pištol pred revolverji so bile očitne: polavtomatsko delovanje, natančnost, hitrejše streljanje, lažje polnjenje orožja in večja kapaciteta nabojnika. Ena večjih slabostih tega tipa orožja pa je bila nekoliko manjša zanesljivost saj je bil mehanizem v orožju nekoliko bolj zapleten od tistega v revolverju kar je povzročalo pogostejše zastoje. Na prelomu stoletja je ameriški konstruktor John Moses Browning za belgijsko orožarsko podjetje skonstruiral Browning M1900 deset let kasneje pa še pištolo M1911, ki je tudi postala uradno pištola Ameriške vojske v uporabi pa je ostala vse do leta 1985. Nemci so do začetka prve svetovne vojne že dodobra obvladali tehnologijo avtomatskih pištol zato so v vojno vstopili s slavno pištolo Luger P08, Mauser C96, M1910, M1914 in Bergman-Bayard. Avstro-Ogrska je v vojno vstopila s pištolama Roth-Steyr M.7 in Steyr M.12. Američani so poleg starih dobrih revolverjev uporabljali še Colt M1911 in Colt M1903. Belgijska vojska je uporabljala pištole Browning M1900, M1903 in M1910. Browning M1900 in Colt M19111 je uporabljala še francoska in ruska vojska. Francija je uporabljala tudi špansko pištolo Ruby M1914. Italijanska vojska je uporabljala Beretto M1915, Glisenti M1910 in Ruby M1914. Marsikatera pištola se je v vojni odlično izkazala zato se jo vojske v svoji oborožitvi obdržale tudi preko sredine dvajsetega stoletja. Nekateri modela pa so, sicer v novejši preobleki, v uporabi še danes.

### Mitraljezi
Orožje, ki bi zaporedno lahko izstrelilo več nabojev, je  bilo že od nekdaj želja številnih vojska ter izziv za številne orožarske konstruktorje. Dolgo časa tehnologija tega ni omogočala. Prva avtomatska orožja z bobnom in kasneje tudi brez njega se je pojavila že v šestnajstem stoletju,  vendar so je izkazala za nedodelano in nepraktično.
Tehnološki preskok je naredil šele top Gatling, ki je bil razvit leta 1862 v ZDA. Ta je združil dve glavni lastnosti mitraljeza,  veliko hitrost streljanja in avtomatsko polnjenje. Čeprav so top oz. mitraljez z leti razvijali in izboljševali, sta dve njegovi glavni slabosti ostali ročno polnjenje preko mehanizma ter velikost, ki je orožju dajala videz topa namesto mitraljeza. Te glavni napaki je popravil vsestranski inovator Hiram Percy Maxim, ki se je pred izumom prvega polnokrvnega mitraljeza ukvarjal z vsem ostalim prej kot z orožjem. Do ideje naj bi prišel leta 1882 na Dunaju, kjer naj bi srečal znanca iz ZDA. Ta naj bi mu rekel, >>Pozabi kemijo in elektriko! Če želiš zaslužiti kup denarja izumi nekaj, kar bo tem Evropejcem omogočalo, da si bodo med sabo prerezali vratove z večjo učinkovitostjo.<<  Maxim je pomislil na otroštvo in neprijetno izkušnjo z orožjem, ki ga je ob strelu udarilo v ramo. Tako je leta 1883 razvil in patentiral avtomatsko orožje, ki je delovalo na principu povratnega udarca ob strelu. Orožje je delovala tako, da je energija prvega naboja, ki je bil izstreljen skozi cev pripravila orožje za naslednji strel itd. Maxim je ustanovil orožarsko podjetje,  v katerem je izdeloval in izboljšal novo orožje. Največja ironija tega orožja je bila, da ga Maxim je prodajal vsem evropskim državam. Ko je leta 1914 izbruhnila prva svetovna vojna, so si sprte strani nasproti stale z bolj ali manj enakim orožjem,
le oznaka in ime orožja je bilo drugačno. Večje države uporabnice so bile Nemčija, Velika Britanija in Rusija. Britanci so bili do novega orožja skeptični in mu v letih pred prvo svetovno vojno niso posvečali velike pozornosti. Pravo nasprotje so bili Nemci, ki so v mitraljezu videli velik potencial. Oblikovali so posebne specializirane oddelke mitraljezov, medtem ko so bili mitraljezi v britanski vojski le dodano orožje bataljonom, podobno kot topništvo.
Na začetku prve svetovne vojne je bil mitraljez pri zaveznikih bolj ali manj prezrto orožje. Zaradi svoje velikosti in teže, 30 kg – 60 kg, se je uvrščal tam nekje med topništvom in pehoto. Vojaški strategi so ga označili kot popolnoma neprimernega za gibljiv način bojevanja, kar je bilo tudi res. Ker pa se je vojna iz odprtih polj kmalu preselila v jarke je mitraljez pokazal vse svoje prednosti, še posebej v obrambi. Mitraljezi ki so jih uporabljale vojske leta 1914 so bili relativno težki zato so morali biti med uporabo postavljeni na trinožec. Za en mitraljez je skrbela posadka 4 do 6 vojakov. Orožje se je polnilo preko platnenega traka z naboji. Ena velikih prednosti orožja je bila visoka kadenca z 400 do 600 naboji na minuto kar naj bi bilo enakovredno 60 do 100 puškam. Visoka kadenca pa je prinesla tudi slabosti saj se je orožje začelo pregrevati že po nekaj sto strelih. Težavo so rešili s hladilnim mehanizmom, ki je obdajal cev. Prvi mitraljezi so bili vodno hlajene kasneje v vojni pa so v uporabo začeli prihajati tudi zračno hlajeni. Prav vodno hlajeni mitraljezi so postali značilni predstavniki prve svetovne vojne. Čeprav je bil ta mitraljez veliko bolj učinkovit od zračno hlajenega se je tudi ta po dveh minutah intenzivnega boja začel pregrevati zato je morala posadka v hladilni sistem mitraljeza neprestano dolivati vodo. V primeru, da je te zmanjkalo pa so morali uporabiti lasten urin. V sušnem obdobju, ko je primanjkovalo vode, je mitraljez vedno imel prednost pred vojaki, pitje vode iz hladilnega sistema mitraljeza se je po navadi končalo z vojaškim sodiščem in strelskim vodom.
Čeprav je bilo že pred vojno razvito nekaj lažjih mitraljezov so na začetku vojne prevladovali predvsem težji mitraljeza. Tako so Britanci uporabljali mitraljeze tipa Vickers in Maxim kasneje v vojni pa še ameriški mitraljez Browning M1917. Nemci so uporabljali mitraljez MG 08 (Maschinengewehr 08) ter številne njegove izpeljanke. Avstro-Ogrska je bila prav tako uporabnica tega mitraljeza, uporabljala pa je predvsem mitraljeze lastne izdelave kot so bili Schwarzlose MG M.07/12 in pa Škoda M1893/1902/1909/1913. Vsi omenjeni mitraljezi so bili vodno hlajeni. Francoska vojska je prisegala na zračno hlajene mitraljeze tipa St. Etienne Mle 1907, Puteaux APX in  Hotchkiss M1909/1914. Skupno vsem tem orožjem je bila teža (zato tudi težki mitraljezi), ki se je gibala med 12 in 30 kg. Zato so bila ta orožja popolnoma neprimerna za ofenzivno delovanje, so pa bila odlična pri obrambi. S pravilno postavitvijo je bilo mogoče s parom mitraljezov pokrivati velike odseke nikogaršnje zemlje. Napad na tako utrjen položaj pa se je končal s številnimi izgubami kot so boleče spoznali Britanci v bitki na Somi kjer so samo prvi dan ofenzivi izgubili preko 60.000 vojakov. Vojaki, ki so se pognali preko vrha jarka so se tako pred smrtonosnim ognjem sovražnikovih mitraljezov znašli brez ustreznega odgovora. Britanci so tako že kmalu po začetku vojne začeli razvijati lahki mitraljez Lewis s katerim sta upravljala dva vojaka. Orožje je prišlo v širšo uporabo šele v letih 1915 in 1916. Imelo je 12 kg polnilo pa se je preko krožne shrambe za strelivo z 47 naboji. Značilnost orožja je bila predvsem široka cev, ki je bila v bistvu zračni hladilnik cevi. Efektivni domet orožja je bil do 600 m. Na bojiščih prve svetovne vojne se je izkazal odlično zato je kmalu prišel v uporabo letalstva in mornarice. Leta 1917 pa ga je uporabljala tudi ameriška vojska na zahodni fronti. Šele prvi pravi lahki mitraljez, poimenovan Chauchat, so razvili Francozi leta 1914. Orožje je bilo težko 9 kg, delovalo je na principu odvoda smodniških plinov, polnilo pa se je z okvirjem po 20 nabojev. Zaradi svoje relativno majhne teže in velikosti je z njim lahko upravljal en sam vojak. Tik pred koncem vojne so Francozi razvili še lahek mitraljez Chauchat-Ribeyrolles 1918. Do podobnega zaključka kot zavezniki, da je obrambno orožje bolj razvito od ofenzivnega, so prišli tudi Nemci. V letih 1915 in 1916 so na bojišče poslali prvi lahki mitraljez Bergman MG15 z namenom da zapolnijo luknjo med puškami ter težkimi mitraljezi ter se zoperstavijo britanskemu mitraljezu Lewis. Proti koncu vojne so Nemci na bojišče poslali prvo uporabno brzostrelko, MP 18. ZDA so proti koncu vojne ne bojišče poslale lahki puškomitraljez Browning M1918, ki je bil tako učinkovito orožje, da ga je vojski ZDA obdržal vse do začetka sedemdesetih let prejšnjega stoletja.
Mitraljeze pa ni uporabljala le pehota v blatnih jarkih. Z razvojem tehnologije so jih montirali tudi na tanke, oklepna vozila, ladje in letala. Prav na letalih pa se je to orožje, skupaj z mehanizmom za streljanje preko propelerja, doživelo svoj največji uspeh.

### Hladno orožje
Prva svetovna vojna je bila zadnja kjer se je še uporabljalo hladno orožje v večjem obsegu. Ker je v vojni prišlo do trka starega in novega načina bojevanja so se vojaki v častniki v prvih mesecih vojne še vedno v boj podajali s sabljami in bajoneti na puškah. V krvavih prvih mesecih ter po več deset tisoč mrtvih so poveljniki krvavo spoznali, da so konjeniški in bajonetni napadi v strnjenih formacijah, proti so dobro branjenim sovražnikovim položajem, samomor. Boji so se preselili v varno zavetje jarkov tam pa so sablje v trenutku postale zastarelo orožje in so se ohranile le še kot paradno orožje čeprav ne povsod (vzhodna fronta, Bližnji vzhod). Z bajonetom je bila drugačna zgodba. Ta se je pojavil konec 16. in v začetku 17. stoletja ko so v uporabo začele prihajati prve puške. Njegov namen je bil, da je puško spremenil v sulici podobno orožje potem ko je bil izstreljen zadnji naboj oz. če je ta na bojišču zatajila. Bil je osebno hladno orožje navadnih vojakov za boj mož na moža. Njegovo uporabo na bojišču je narekovala posebna taktika strnjenih formacij kjer je njegova uporabnost prišla najbolj do izraza. Svoj vrhunec je doživel v napoleonovih vojnah z razvojem večstrelnega orožja v drugi polovici 19. stoletja pa je začel izgubljati svojo glavno vlogo na bojišči. Ker v veliki vojni ni bilo več velikih bojnih formacij se je na bojišču uporabljal kot hladno orožje za boj mož na moža. Zelo dobro se je izkazal med boji za jarke saj je bila uporaba dolgih pušk v ozkih jarkih težavna. Imel je tudi močan psihološki učinek na nasprotnikove vojake, dogajalo se je, da so ti ob nasprotnikovem bajonetnem naskoku brez boja zapustili svoje položaje. Če pa je do boja prišlo je ta potekal do smrti v njem pa po navadi ni bilo ujetnikov. Bajonet se je v uporabi ohranil vse do danes predvsem kot orodje šele nato orožje.
Bajonet pa ni bil edino hladno orožje, ki se je uporabljalo v blatnih jarkih prve svetovne vojne. Ker je vojna mati izumov so vojaki spoznali, da lahko v napadu in obrambi uporabijo tudi stvari, ki prvotno niso bile mišljene kot orožje bile pa so standardni del opreme vojaka. Tak primer je bila vojaška lopata, z brušenjem robov se je spremenila v odlično hladno orožje. Nekateri so šli celo dlje, iz odslužene vojaške opreme in materialov so izdelali orožja, ki so bila na las podobna srednjeveškim buzdovanom. Veliko so se uporabljale tudi okovane palice, različni noži, bodala, mačete ter celo bokserji. Skratka vojaki so na bojišču uporabili vse kar jim je omogočalo preživetje. Našteto hladno orožje so po navadi uporabljali jurišni oddelki pri naskoku na sovražnikov jarek ali pri obrambi lastnega jarka. Čeprav sta improvizirano hladno orožje na veliko uporabljali obe strani, se v bojih ni toleriralo, če so kakega ujetnika zalotili, da je v bojih uporabljal omenjeno orožje, so ga v trenutku ustrelili.

### Ročne granate
Ročna granata je že staro orožje, pojavila naj bi se že v začetku osmega stoletja. Prve t. i. ročne bombe so bile zgrajene iz preproste keramične posode ter polnjene z vnetljivo snovjo (grški ogenj). V devetem stoletju so Kitajci izumili smodnik in prišli do spoznanja, da lahko vnetljive snovi v posodi zamenjajo s smodnikom ter tako dosežejo učinek eksplozije. Kasneje so spoznali da lahko učinek le-te še dodatno povečajo če keramično posodo nadomestijo z železno. V Evropi so se ročne granate pojavile v drugi polovici 15. stoletja. Ker so se na bojišču zaradi majhnega dometa in eksplozivnega učinka izkazale kot nepraktično orožje, je njihova uporaba ostala omejena. Večji razmah so doživele šele med krimsko in ameriško državljansko vojno kjer so boji potekali tudi v jarkih. Njihovo široko uporabo pa so omogočale različne izvedbe vžigalnikov, ki so nadomestili klasične vžigalne vrvice. Po teh dveh vojnah je razvoj ročnih bomb ponovno zastal. Leta 1902 so predstavniki britanske vojske javno oznanili, da je ročna granata zastarelo orožje ter da ne spada na sodobno bojišče. Vendar so si po analizah rusko-japonske vojne kmalu premislili ter začeli razvijati moderno granato, ki v bolj ali enaki obliki ostaja v uporabi še danes.
Prvo moderno granato je razvil Marten Hale leta 1906, svoj izum je predstavil Britanski vojski vendar se ta zanj v tistem času ni zanimala, sprejela ga je šele leta 1913, leto pred začetkom velike vojne. Več sreče je imel Norvežan Nils Waltersen Aasen, ki je svojo granato razvil in patentiral istočasno kot Hales. Aasen je nato na Danskem odprl tovarno orožja in ročne granate prodajal vsem večjim evropskim vojskam, leta 1916 mu je Francija za izum podelila red legije časti. Kljub velikemu napredku v primerjavi z ročnimi granatami iz 19. stoletja so se Aasenove in Halesove granate srečevale s številnim slabostmi in nezanesljivim delovanjem. Leta 1915 je Britanec William Milles razvil prvo pravo fragmentacijsko ročno bombo, ki je postal vzor vsem poznejšim ročnim granatam. Granata je imela obliko ananasa, sestavljena je bila iz litoželeznega narebranega ohišja v katerem je bil eksploziv, vžigalnika, žličke in varovalke. Uporabnik je bombo aktiviral tako, da je prijel bombo za ohišje in žličko ter izvlekel varovalo. Bombo je nato vrgel preko razdalje 15 m, med letom proti tarči je od bombe odletela žlička ter tako aktivirala vžigalnik. Bombo je razneslo 7 sekund po aktiviranju vžigalnika, ker je šlo za defenzivno bombo je moral uporabnik takoj po metu bombe poiskati zaklon. Podobno ročno granato z oznako so uporabljalo tu Francozi.
Nemci so pri razvoju svoje ročne bombe obrali nekoliko drugačno pot. Leta 1915 so razvili ročno granato Stielhandgranate (štilerico) z značilnim videzom kuhinjskega pripomočka za izdelavo pire krompirja zaradi česar je granata pri angleško govorečih vojakih dobila vzdevek >>potato masher<<. Poleg nenavadnega videza je bilo za granato značilno tudi nenavadno proženje, ki si ga ni posluževala nobena druga vojska. Granata je za proženje uporabljala vžigalnik, ki se je aktiviral na podlagi trenja dveh kovin. Sestavljena je bila iz kovinskega ohišja v katerem je bil eksploziv, votlega lesenega ročaja, vžigalnika ter vrvice na katero je bila pritrjena porcelanasta utež. Uporabnik jo je aktiviral na naslednji način, na dnu lesenega ročaja je odvil kovinski pokrov ki je razkril utež ter vrvico za aktiviranje bombe. S potegom vrvice je v vžigalniku povzročil trenje, ki je aktiviralo sam vžigalnik, po tem je imel 5 sekund časa, da je granato vrgel proti nasprotniku. Ker je šlo za ofenzivno bombo so granato lahko uporabljali na krajših razdaljah ter pri slabših zaklonih saj je ob eksploziji nastalo le malo nevarnih šrapnelov. Prve granate so imela to slabost, da zaradi specifičnega proženja niso bile varne za uporabnika zato je pogosto prihajalo do nesreč. Kasneje so te težave odpravili tako, da so eksplozivno polnitev ločili od vžigalnika, oboje pa se je združilo šele tik pred uporabo. Granata se je leta 1917 in 1918 odlično izkazala v nemških jurišnih oddelkih, ki so s posebno pehotno taktiko, ter seveda obsežno uporabo ročnih granat, zavzemali en zavezniški jarek za drugim ter povzročali zmedo in preplah v prvih bojnih črtah. Model tovrstne ročne granate je bil tako uspešen, da se je z nekaj izboljšavami obdržal vse do konca druge svetovne vojne. Med prvo svetovno vojno so jo uporabljale vse centralne sile.
Poleg zgoraj omenjenih ročnih granat so se na bojiščih pojavljale tudi druge, ki se v osnovi niso kaj dosti razlikovale. Tekom bojev se je izkazalo, da lahko vojaki granato vržejo le nekaj deset metrov za daljše razdalje pa so bile granate popolnoma neuporabne. Da bi podaljšali njihov doseg so izdelali posebne granate, ki jih je bilo mogoče metati ročno ali pa izstreljevati iz pušk. Izdelali so tudi posebne nastavke za puške preko katerih je bilo mogoče ročne granate izstreljevati tudi iz navadne pehotne puške. Izdelali so tudi posebne metalne naprave podobne katapultom.
Vojaki so se na bojišču posluževali tudi improviziranih ročnih granat, ki so jih naredili iz odpadnega vojaškega materiala. Najpogosteje so za izdelavo take granate uporabili prazno pločevinko za hrano, jo napolnili z eksplozivom ter šrapneli (žeblji, steklo, kamenje,...) jo zaprli ter nanjo pritrdili vžigalno vrvico. Taka, improvizirana ročna granata, se je na bojišču izkazala kot učinkovito in smrtonosno orožje.

## Topovi
Topovi so od svojega prvega opisa, leta 1132, do začetka velike vojne prehodilo dolgo pot. Skozi stoletja se njihova zasnova ni bistveno spreminjala šele v drugi polovici 19. stoletja pa so z razvojem tehnologije doživeli pravo preobrazbo tako kot večina strelnega orožja v tistem času. Prvi moderni top je leta 1855 razvil Anglež William George Armstrong, za top je bilo značilno, da je bila topovska cev sestavljena iz več delov. Osrednjo cev so proti izgorevalni komori obdajali jekleni obroči, ki so preprečevali eksplozijo cevi ob izstrelitvi granate. Cev topa je bila ožlebljena kar je omogočalo bolj natančno streljanje stoletna teža v pri polnjenju od zadaj pa je bila rešena s posebnim zaklepom. Top ki ga je razvil Armstrong je lahko tako streljal dlje bolj natančno in hitreje. Z iznajdbo enovite granate se je njegova učinkovitost še povečala. Skozi stoletja je velik problem predstavljal tudi povratni sunek ob strelu zaradi katerega je bilo potrebno top po vsakem strelu ponovno usmerjati. Pri večjih trdnjavskih in ladijskih topovih so to težavo rešili s posebnimi mehanizmi. Pri poljskih topovih je težava ostala do leta 1897 ko so Francozi v uporabo uvedli francoski poljski 75 mm model 1897 s hidravlično zavoro, ki je topovsko cev po vsakem strelu vrnila v prvotni položaj. To revolucionarno rešitev so kmalu prevzele tudi druge evropske vojske.
V osnovi lahko topništvo, ki se je uporabljalo v prvi svetovni vojni razdelimo na: poljsko topništvo, težko topništvo, topništvo z dolgom dometom, trdnjavsko topništvo ter topništvo ki so ga uporabljali vojaki v jarkih prve bojne črte.
Poljsko topništvo imenovano tudi lahko topništvo je kategorija topništva, ki je namenjena neposredni podpori pehotnih enot v ofenziven ali defenzivnem delovanju. Njegova glavna lastnost je bila mobilnost ter velika učinkovitost delovanja na bližnje ter srednje oddaljene tarče. Razpon kalibrov poljskega topništva se je med veliko vojno gibal med 75 mm in 122 mm. Francozi so med vojno uporabljali predvsem topove model 1897 kalibra 75 mm, ter Schneider kalibra 105 mm. Nemci so imeli pred vstopom v vojno najboljše topništvo, uporabljali so topove Feldkanone 16 (FK 16), Feldkanone 96 (FK96) kalibra 77 mm ter 105 mm Feldhaubitze 98/09 (FH 98/09). Britanska vojska, ki je bila organizirana kot ekspedicijska armada je imela enega izmed slabših topništev v vojni stanje pa je popravila šele po drugem letu vojne. Britansko poljsko topništvo je tako najpogosteje uporabljalo QF (Quich-Firing) 13, 15 in 18 funtni top. Težko topništvo je leta 1914 veljalo bolj za oblegovalno topništvo. Francozi so to področje topništva dolga leta zanemarjali zato so na začetku vojne znašli z maloštevilnim in zastarelim težkim topništvom. Leta 1914 so imeli le 104 težke topove leta 1918 pa so to številko dvignili 6.722. Na drugi strani so bili Nemci pravi mojstri težkega topništva saj so za uresničitev Schlieffovega načrta rabili topove, ki bi bili sposobni razbiti tudi najmočnejše belgijske in francoske utrdbe. Avgusta 1914 so tako Nemci in Avstrijci s težkim topništvom v ruševine in prah spremenili številne belgijske pri Liegu, Namuru, Antverpnu in Maubeugu, leta 1916 pa so uničili francoske utrdbe pri Verdunu. Za te naloge so uporabljali težke havbice kot so 210 mm Mörser 10 in 16 ali pa 420 mm havbico Type M-Gerat 14 L/12 ljubkovalno poimenovano Debela Berta. Kadar teh topov niso uporabljali za uničevanje utrdb so z njimi obstreljevali sovražnikove položaje za prvo bojno črto. Pri tem je potrebno omeniti tudi slovito Škodino havbico 305 mm Model 1911, ki jo je avstro-ogrska vojska uporabljala tudi na naših tleh z njo pa je obstreljevala italijanske položaje v Posočju. Francozi so na začetku vojne znašli le z nekaj obupno zastarelimi 155 mm havbicami sliko so nekoliko poizkušali popraviti z improvizacijo s trdnjavskim in mornariškim topništvom, ki je doseglo kalibre od 220 do 280 mm. Šele kasneje v vojni so dobili zelo učinkovite 155 mm havbice Schneider in GPF (Grande Puissance Filloux). Z Britanci je bila podobna zgodba kot s Francozi, njihovega težkega topništva je bila leta 1914 malo pa še doseg topov je bil izredno kratek. Britanci so tako leta 1914 razpolagali z 60 funtnim topom BL (Breech Loading) 127 mm ter 9,2 palčno havbico. Kasneje v vojni pa so dobili v uporabo še 6, 8, 12 in 15 palčno havbico v različnih izvedbah.
Posebna zgodba v prvi svetovni vojni je topništvo z dolgim dometom. Dolgo časa je veljalo, da je to domena težkega topništva, ki je lahko izstreljevalo granate velikega kalibra na razdalje, ki so bile izven vidnega polja topničarjev. Z razvojem topništva skozi vojno pa se je to korenito spremenilo. Potrebe po zadevanju sovražnikovih položajev daleč v zaledju so postajale vedno večje s tem pa so rasli tudi kalibri ter dimenzije topov. Na neki točki so ti postali tako veliki, da jih je bilo potrebno postaviti na železnico. Eden izmed najbolj znanih t. i. železniških topov je bil nemški Pariški top, ki je spomladi leta 1918 iz razdalje preko 120 km obstreljeval Pariz. Med obstreljevanjem je umrlo 250 ljudi 620 pa je bilo ranjenih. Pariški top je bil s svojimi 256 tonami in kalibrom cevi 211 mm (kasneje 238 mm) eden izmed večjih topov velike vojne. Tekom vojne so Nemci zgradili še osem železniških topov, ki so bili izdelani na podlagi mornariških topov. Teža takega topa je bila 268 ton kaliber cevi 380 mm, učinkovit domet topa pa je znašal med 22 in 47 km. Podobno velikih železniških topov so se med vojno lotili izdelati tudi Francozi in Britanci. Francozi so tako uporabljali 320 mm železniške topove Britanci pa 355 mm topove. V bistvu so bili to mornariški topovi, ki so jih za potrebe bojevanja na kopnem ter velikosti, teže in mobilnost postavili na železniške tire.
Jarki, bunkerji in kaverne so se med boji izkazali kot učinkovita obramba pred lahkim in srednje težkim topništvom zato sta obe strani začeli iskati novo orožja, ki bi s svojimi izstrelki doseglo notranjost jarkov in tam povzročila uničenje. Kot idealno orožje za ta nalogo so se izkazali minometi, ki so na kratke razdalje lahko visoko eksploziven izstrelek z majhno hitrostjo ter visoko balistično krivuljo izstrelili tako, da je ta padel skoraj navpično v sovražnikov jarek. Čeprav so prve minomete, sicer v omejen številu, uporabljali že od začetka vojne, je prvi pravi moderni minomet razvil Britanec Wilfred Stokes leta 1915. To je bila preprosta cev s podnožno ploščo, stojalom in preprosto merilno napravo. Uporabljal se je tako, da je uporabnik mino spustil v cev, igla na dnu cevi je v mini sprožila pogonsko polnitev mine ta pa je nato poletela prosti cilju. Iz orožja je bilo mogoče izstreliti do 25 min na minuto. Orožje je bilo majhno, lahko ter preprosto za uporabo. Za razliko od topništva je lahko mine izstreljevalo direktno iz jarkov prve bojne črte. Izkazalo se je kot učinkovito in smrtonosno orožje pred katerim ni bilo učinkovitega zaklona. Žvižgajoč zvok min v zraku je vojake na tleh spravljal v obup saj nikoli niso morali predvideti kam bo mina padla v nevarnosti pa so bili tudi uporabniki minometa saj je ta po nekaj izstreljenih minah nase pritegnil pozornost sovražnikovega topništva in strojničnega ognja. Med vojno so minomete v glavnem uporabljali za uničevanje strojničnih, ostrostrelskih položajev ter ostalih utrjenih položajev. Tekom vojne so vse v vojne vpletene strani razvijale svoje minomete. Njihovi kalibri, velikosti ter načini uporabe so se razlikovali od države do države skupen jim je ostal le princip delovanja.
Med posebne vrste topništva lahko uvrščamo trdnjavsko topništva. Trdnjave so bile po navadi oborožene s topovi različnih kalibrov. Belgijske trdnjave so bile tako opremljene s topovi 57, 150 in 210 mm, Avstro-ogrske kot je npr. Hermanova utrdba pri Klužah pa je bila opremljena s topovi 120 in 150 mm. Za te topove je značilno, da so bili zgrajeni v posebnih betonskih in jeklenih zaklonilnik, ki so posadko in top varovali pred sovražnikovimi izstrelki. Najbolj napredne utrdbe so imele topove vgrajene v posebnih jeklenih kupolah, ki so se tik pred strelom dvignile iz tal nato pa so se ponovno spustile ter tako zmanjšale izpostavljenost topov nasprotnikovemu ognju. Artilerijska tehnika je bila po navadi v trdnjavah zelo sofisticirana (skladiščenje streliva, dostava streliva, merjenje in opazovanje, opravljanje s topovi,...) in jo lahko primerjamo s tisto na velikih bojnih ladjah. Posamezno, strateško pomembno, območje je varovale večje število utrdb, ki so se med seboj podpirale s topniškim ognjem.

## Tanki
Ideja o oklepnem vozilu, ki bo vojakom nudilo zaščito pred sovražnikovim orožjem ter bi bilo hkrati oboroženo, izvira že iz antike. Vendar pa te ideje zaradi pomanjkljive tehnologije ni bilo mogoče realizirati. Prve načrte za tank naj bi naredil Leonardo da Vinci v petnajstem stoletju. Njegove ideje nikoli niso realizirali. Industrijska revolucija ter razvoj tehnologije je šele v 19. stoletju omogočal razvoj oklepnih vozil. Sredi 19. stoletja so se pojavili oklepni vlaki oboroženi s strojnicami in topovi in so bili nekakšni tanki na tirih. Z izumom motorja z notranjim izgorevanjem se konstruktorji kmalu prišli na idejo, da bi motorna vozila lahko oborožili (oklepno vozilo, artilerijski traktor, ...). Idej je bilo veliko vendar se evropske vojske zaradi nedodelanega sistema in nezanesljivosti takratnih motorjev zanje niso odločile. Velika vojno je to spremenila, zaradi zastoja na zahodni fronti ter vedno večjega števila mrtvih in ranjenih vojakov se je britanska vojska odločila, da potrebuje oklepno transportno vozilo s katerim bi bilo mogoče doseči preboj na zahodni fronti. Februarja 1915 je Winston Churchill pod okriljem britanske mornarice ustanovil poseben oddelek za razvoj oklepnega kopenskega vozila. Zahteve za oklepno vozilo so bile preproste, moralo je prečkati 2,5 m širok jarek ter morali je biti oboroženo s strojnicami ter lahkimi topovi. Prve predelave komercialnih goseničnih traktorjev v oklepna vozila so se izkazale za neuspešne zato je bilo potrebno vozilo izdelati od samega začetka. Prvi pravi prototip tanka so predstavili septembra 1915 in ga imenovali Little Willie. Ker prvi prototip ni izpolnjeval zahtev ter se je srečeval s številnimi slabostmi so do januarja 1916 iz njega razvili novo vozilo imenovano Big Willie (kasneje imenovano Mother) z značilno obliko romboida. Novo vozilo so januarja in februarja 1916 predstavili britanskemu poveljstvu in politikom. Nad novim vozilom so bili tako zadovoljni, da so naročili 150 vozil. Da bi Britanci prikrili novo orožje so ga decembra 1915 preimenovali v TANK (kot tank za vodo), ime so kmalu prevzeli britanski in nemški vojaki izraz pa se je po vojni razširil po sveti in je danes sinonim za najmočnejši kopenski bojni stroj.
Približno istočasno kot Britanci so se razvoja tankov lotili tudi Francozi. Vendar pa so ti v nasprotju z Britanci, ki so razvijali le en model tanka, ubrali drugačno pot. Pri njih se je izdelave novega orožja lotilo več večjih proizvajalcev orožja kot sta npr. Renault in Schneider. Prvi francoski tanki so bili v primerjavi z britanskimi slabo dodelani ter polni pomanjkljivosti. Podjetje Schneider je tako razvilo tank Char CA1, ki je bil opremljen s havbico 75 mm ter je imel izredno slabe mobilne lastnosti. Iz njega so razvili težki tank Saint-Chamond, ki ni bil nič boljši od svojega predhodnika. Opremljen je bil s topom 75 mm, ki se je pri kasnejših tankih pojavil šele leta 1941, zanimivost tega tanka je bila, da je imel električni pogon gosenic nekaj podobnega kot danes električni avtomobili. Oba tanka sta svoj vtis popravila šele proti koncu vojne ko so boji iz jarkov preselili na odprto bojišče. Prvi lahki tank z oznako FT je leta 1916 izdelal Renault. To je bil prvi pravi moderni tank s klasično razporeditvijo: voznik spredaj, kupolo na vrhu z možnostjo vrtenja 360° ter motornim delom zadaj. Posadko tanka sta sestavljala voznik in strelec. Preko vojne je bilo izdelanih 3.700 tankov, ki so se v uporabi obdržali vse do konca druge svetovne vojne s čimer je bil to eden boljših tankov vojne. Nemce so prvi zavezniški tanki na bojišču sicer prestrašili vendar pa jih po drugi strani niso prav nič vzpodbudili, da bi tudi sami začeli razvijati podobno orožje. Šele proti koncu vojne so se lotili izdelave tankov A7V, od več sto naročenih tankov so jih izdelali le 20. Večina tankov, ki so jih tako Nemci uporabljali v bojih so bili zaplenjeni zavezniški tanki.
Do prve uporabe tankov na bojišču je prišlo 15. septembra 1916 v bitki na Somi kjer so Britanci v boj poslali tanke Mark I. Rezultati so bili mešani, od 49 tankov jih je napad dočakalo le 32, samo devetim tankom pa je uspelo prečkati nikogaršnjo ozemlje ter doseči nemško prvo bojno črto kjer so med Nemci povzročili pravo zmešnjavo, ki pa ni trajala dolgo saj je nemška protiofenziva zasenčila njihov uspeh. Kot velik problem se je izkazala nezanesljivost, počasnost (hitrost človeške hoje) ter težek teren. Čeprav je bil tank narejen prav za bojišče prve svetovne vojne so ga številni blatni kraterji od granat pogosto ustavili, zaradi svoje počasnosti pa je dostikrat postal žrtev sovražnikovega topništva. Razmere v tanku so bile za posadko katastrofalne, zaradi slabega prezračevalnega sistema so se v tanku nabirali izpušni plini motorja, hlapi goriva ter olja in smodniški plini od orožja. Motor je bil izredno hrupen tank pa ni imel nobenega vzmetenja. Kmalu po tem ko se je tank pojavil na bojišču so Nemci zanj že razvili protiorožje tako imenovano protioklepno strelivo oz. K kroglo, ki jo je bilo mogoče izstreliti iz navadne pehotne puške. V letih, ki so sledila so zavezniki na tankih odpravili večino glavnih težav tako, da je tank leta 1917 v bitki za Cambrain doživel pravi uspeh, ki pa ga generali tako kot vedno niso znali izkoristiti in je fronta ponovno zastala. Proti koncu vojne so Britanci razvili tank Whippet, ki je bil nekoliko lažji od svojih predhodnikov Mark IV in V. Julija 1918 so Francozi v bitki za Soissons uporabili kar 480 tankov kar je bilo največ med prvo svetovno vojno. Do prve bitke tank proti tanku je prišlo 24. aprila 1918 pri naselju Villers-Bretonneux kjer so se spopadli trije nemški tanki A7V in trije britanski tanki Mark IV.
V povojnih letih se je tank iz nerodnega in nezanesljivega stroja razvil v najbolj mogočen kopenski bojni stroj, ki je krojil usodo druge svetovne vojne ter vseh ostalih vojn, ki so ji sledile.

## Letala in zračne ladje
Prva svetovna vojna je bila prve vojna v kateri so letala uporabljali v večjem obsegu. Od prvega poleta bratov Wright, leta 1903, do začetka prve svetovne vojne je minilo enajst let. V tem času so se letala razvila do te mere, da so začela postajati zanimiva za vojsko. Prvič so letalo za bojne namene uporabili Italijani v italijansko-turški vojni leta 1911, kjer so jih uporabljali za opazovanje in zračno fotografiranje. Prvič pa se je zgodilo tudi da so iz letal odmetavali bombe. Ob izbruhu velike vojne leta 1914 se vojaški strategi še vedno niso zavedali pomembnosti letal na sodobnem bojišču. Najbolj razvito letalstvo na začetku vojne sta imela Nemčija in Francija. Obe sta imeli med sto in dvesto letal. Na letalskem področju je prednjačila predvsem Francija, ki je letala uporabljala v sodelovanju z obveščevalno dejavnostjo (opazovanje premikov sovražnika in fotografiranje) ter topništvom. Velika Britanija se je na začetku vojne precej zaostala na letalskem področju in se je zanašala predvsem na francosko letalsko industrijo. Podobno je bilo z ZDA, ki jim vse do leta 1917 ni uspelo vzpostavite ustreznih zračnih sil.
Letalska vojaška tehnologija je bila leta 1914 slabo razvita. Letala so imela majhno nosilnost ter nezanesljiv motor posledica tega so bile pogoste nesreče in visoka smrtnost med piloti. O oborožitvi letal na začetku vojne ni bilo govora. V tistem obdobju so letala uporabljali predvsem za opazovanje sovražnikovih položajev (fotografiranje, izvidovanje in usmerjanje topniškega ognja) podobno kot so počeli z baloni že desetletja prej. Velik preskok pri uporabi letala kot orožje je bil narejen ko so iz letala začeli odmetavati bombe in druge predmete ki so na tleh povzročali škoda. Njihov učinek je bil majhen saj bombe, improvizirane ali ročne, niso bile prilagojene za uporabo iz letal. Med nasprotnikovimi letali je občasno prihajalo tudi do spopadov, ker pa letala še niso bila oborožena je do izmenjave ognja prišlo kar iz osebnega orožja pilotov. Tak spopad se je po navadi končal brez žrtev saj je bil tak zadetek praktično nemogoč. Prvo letalo je po zračnem dvoboji padlo na tla 8. septembra 1914 na vzhodni fronti. Šlo je za trk avstro-ogrskega in ruskega letala, oba pilota sta v trku umrla. Ker se je lahka oborožitev v zraku izkazala za neuspešno so Francozi na letala začeli nameščati mitraljeze. Petega oktobra 1914 je prišlo do prve uporabe mitraljeza v zraku, francosko zamisel so kopirali še Nemci in kmalu je bilo vedno več letal oboroženih z mitraljezi. Pri tem pa se je pojavila velika tehnična težava, z mitraljezom namreč ni bilo mogoče streljati preko letalskega vijaka ne, da bi ga pri tem poškodovali. Obstajale rešitve kako težavo odpraviti, kot npr. oklep na vijaku, namestitev mitraljeza na rep letala ali na zgornjo stran kril. Rešitve so se v praksi izkazale za slabe in nedodelane zato sta obe strani začeli razvijati poseben mehanizem, ki bi prekinil delovanje mitraljeza takrat ko bi krak vijaka prečkal cev orožja. Pri razvoji so najdlje prišli Francozi, sitem je aprila 1915 v praksi testiral pilot Roland Garros dosegel nekaj zadetkov sovražnikovih letal vendar je bil zaradi poškodb motorja ki so ga povzročile krogle lastne strojnice prisiljen pristati za sovražnikovo črto. Nemci so pilota internirali ter zasegli nepoškodovano letalo ter tehnologijo. Letalo so nato poslali v tovarno Fokker kjer so izdelovali letala za nemško vojsko, da ga preučijo. Inženirji so na podlagi francoskih dognanj izdelali lasten, dosti bolj zanesljiv, sistem za sinhronizacijo vojaka in mitraljeza s čimer so si zagotovili prevlado v zraku. Nov sitem so namestili na letalo Fokker Eindecker, ki je postalo prvo namensko lovsko letalo na svetu. Z novim zračnim orožjem so si Nemci med julijem 1915 in začetkom leta 1916 zagotovili neomejeno prevlado v zraku. Ta se je končala šele z razvojem letal F.E.2b, D.H.2 ter Nieuport 11. Prva dva sta imela propeler zadaj in zato nista potrebovala sinhronizacijskega mehanizma francoski Nieuport 11 pa je imel mitraljez nameščen kar na zgornjem krilu.
Bitka za Verdun in bitka pri Somi sta bili za bojno letalstvo prelomni. Z razvojem novih bolj zmogljivih in oboroženih letal se je spremenila tudi taktika. Letala so v trenutku dobila cel spekter delovanja od izvidovanje, bombardiranja sovražnikovih položajev, nadzor zračnega prostora, obramba pred zračnimi ladjami do varovanje lastnih letal in zračnih ladij. Vedno bolj pogosti so postajali boji med posameznimi lovskimi letali kar je pripeljalo do nastanka t.i vitezev neba. Ti so s spretno uporabo letal ter posebnih letalskih taktik dosegli zmago nad nasprotnikovim letalom ter si tako zagotovili naslov letalskega asa. Najbolj cenjen je bil tisti letalski as, ki je imel največ potrjenih sestrelitev letal. Med Nemci je bil to Manfred von Richthofen bolje znani kot Rdeči baron, med Britanci je bil to Billy Bishop med Francozi pa René Fonck.
Oktobra 1916 so Nemci letalstvo preoblikovali v samostojno vojaško vejo ter ga poimenovali Nemške zračne sile. Te so bile razdeljeno na tri veje: lovsko eskadriljo, eskadriljo za podporo ter eskadriljo za strateško bombardiranje. S tem so postavili temelje sodobnega bojnega letalstva. Novonastalo nemško letalstvo pa se je okrepilo tudi z letali kot so Halberstadt D.II, Fokker D.I in D.II ter superiorni Albatros, ki je imel kar dva mitraljeza. Prva polovica leta 1917 se je tako za Nemce začela uspešno. Britanci in Francozi se z zastarelimi letali  F.E.2b, D.H.2 ter Nieuport 11 niso morali učinkovito kosati z novimi nemškimi letali. Sicer so v svoje vrste dobili nekaj sodobnih letal kot so  Sopwith Pup, Sopwith Triplane in SPAD S.VII. Vendar jih je bilo premalo in slabo so bila oborožena. Rezultat tega je bil t. i. krvavi april v katerem so zahodni zavetniki izgubili 275 letal in 400 članov posadke medtem ko so Nemci izgubili le 66 letal. Tehtnica se je prevesila na zavezniško stran šele v drugi polovici leta 1917, ko so ti dobili v svoje vrste letala Sopwith Camel, S.E.5 in SPAD S.XIII, vsi pa so bili oboroženi z dvojnim mitraljezom. Nemci so prevlado ponovno poizkušali doseči z novimi letali kot so Fokker Dr.I in Albatros D.V vendar pri tem niso bili uspešni. Nov zagon jim je dala spomladanska ofenziva marca 1918, kjer jim je uspelo s koordinacijo pehote, topništva in letalstva prebiti zavezniško fronto ter vzpostaviti mobilni način vojskovanja. Uspeh letalstva v ofenzivi je bil popoln uničenih je bilo veliko zavezniških letal in letališč. Vendar pa ofenziva ni trajala dolga, aprila 1918 je celotna fronta ponovno obstala. Aprila 1918 se je Kraljevi zračni korpus preoblikoval v Kraljevo vojno letalstvo in s tem postal neodvisna vojaška veja v britanski vojski.
Leta 1918 je bila Nemčija zaradi vojne izčrpana to se je poznalo tudi pri letalstvu. Zaradi pomanjkanja surovin so bila ta vedno slabše grajena, zaradi pomanjkanja ustreznega goriva in olja pa se je povečala tudi obraba motorjev. V drugi polovici leta 1918 so Nemci v svoje vrste začeli dobivati dolgo pričakovana letala Pfalz C.XII in LFR Roland D.VII, zaradi pomanjkanja surovin je bilo novih letal malo zato so se morali večino časa zanašata na stara preživela letala. Kljub nemškim težavam pa se zaveznikom ni dobro godilo. Septembra so njihove izgube ponovne poskočile kljub temu da so imeli prednost po številu letal ne pa po tehnologiji, tako je ostalo do konca vojne.
Poleg lovskih letal so se med vojno razvila tudi bombniška letala. Ta so bila od lovskih dosti večja pogosto pa so jih poganjali dva ali več motorjev. Prednost teh letal je bila, da so imela velik doseg ter večjo nosilnost, kar je pomenilo, da so lahko napadala sovražnikove položaje, objekte in oskrbovalne linije daleč za sovražnikovo črto. Edina večja slabost teh letal je bila, da so bila počasna in s tem lahek plen sovražnikovih lovskih letal. Zaradi lažje obrambe in večjega učinka so bombniška letala po navadi napadala v večjih skupinah varovala pa so jih lovska letala. Nemci so imeli med vojno najbolj razvito floto bombniških letal. Uporabljali so letala: Gotha G. IV in V ter Fiderichshafen G. III, Rumpler G. I, Simens – Schuckeert R. VIII in Zeppelin – Staaken R VI. Takoj za Nemci so bili Britanci z letali Avro, Airco, Fairey, Handley Page H.P. O/400, Royal Aircraft Factory B.E.2 itd. Francozi so uporabljali letala Ferman MF.11 Shorthorn in Caudron. Tudi Italija je imela dobro razvito letalsko industrijo, uporabljali so letala Caproni Ca. 1 in Ca. 3. Rusi pa so med vojno razvili kar štirimotorni bombnik Sikorski Ilya Mourometz.
Že desetletja pred prvo svetovno vojno so vojske v svoje vrste sprejele balone za namen opazovanja sovražnikovih položajev in usmerjanje topniškega ognja. Ker je bila prve svetovna vojna večinoma stacionarna so se baloni v njej dobo izkazali, uporabljale pa so jih vse strani vpletene v vojno. V balonu sta bila po navadi dva opazovalca, opremljena s padali, ki sta iz balona izskočila v primeru, da je bil ta napaden. Balon v zraku je bil z zemljo povezan preko telefonskega kabla tako, da so opazovalci v balonu o stanju na bojišču poročali v realnem času, to je bila velika prednost pred letali, ki so lahko poročala šele ob pristanku saj v tistem času še ni bilo dovolj majhnih in učinkovitih radijskih postaj za vgradnjo v letala. Ker so se baloni med vojno odlično izkazali so bili pogosto tarča sovražnikovega letalstva, zato so bili dobro branjeni s protiletalskim orožjem ter lovci.
Prva posebne letalne naprave, ki se je uporabljala med prvo svetovno vojne so bile zračne ladje oz. cepelini (Zeppelin). Na začetku dvajsetega stoletja jih je razvil in patentiral nemški grof Ferdinand von Zeppelin po katerem so tudi dobili ime. Šlo je za zračno ladjo podobno podolgovatemu balonu ki je imel lasten pogon zaradi katerega ni bil odvisen od vetra in ostalih vremenskih pojavov. Cepelin je bil v prvi vrsti razvit za civilne namene za prevoz potnikov in tovora na daljše razdalje, ob izbruhu vojne pa jih je v svoje vrste vključila nemška vojska. Ta jih je uporabljala predvsem za strateško bombardiranje. Zaradi svoje velikosti so lahko nosili večje količine bomb imeli pa so tudi velik doseg zaradi katerega so lahko ogrožali zavezniška mesta daleč za frontno črto. Nemci so z njimi že v prvih tednih vojne napadli Liège, Antwerpen, Pariz in Bukarešto. Ti napadi zaradi majhnega števila bomb ter nenatančnega zadevanja niso imeli nobenih večjih učinkov na vojaško industrijo ali vojaške položaje imeli pa so zato močen psihološki učinek na civilno prebivalstvo, ki je tako vojno občutilo na svojem domu četudi so bili več sto kilometrov daleč od frontne črte. Med januarjem 1915 in 1918 so Nemci nad Veliko Britanijo izvedli 54 zračnih napadov s cepelini v katerih je bilo odvrženih 300 ton bomb v napadih pa je umrlo 1.414 in bilo ranjenih 3.416 ljudi večinoma civilistov. Nemci so med vojno za vojaške namene uporabilo 125 zračnih ladij v bojih so jih izgubili več kot polovico. Zračni napadi na London in ostala britanska mesta so bili med vojno največji podvig nemškega letalstva vendar so se izkazali za popolnoma neučinkovite. Zračne ladje so bile v primerjavi z letali drage in počasne, ta slabost je prišla do izraza leta 1917 ko so Britanci okrepili zračno obrambo Londona in ostalih mest. Maja 1917 je del strateških bombnih operacij prevzel nov težki bombnik Gotha G. IV in Zeppelin-Staaken R.VI, ki sta lahko brez težav dosegel tudi Veliko Britanijo. Cepeline pa niso uporabljali le za bombardiranje temveč tudi za patruljiranje po Severnem morju kjer so delovala kot zgodnji opozorilni sistem pred morebitnim prihodom britanske flote. Zračne ladje so bile v uporabi tudi pri zahodnih zaveznikih vendar jih ti večinoma niso uporabljali z bojne namene temveč za patruljiranje in izvidovanje.

## Ladje in podmornice
Konec devetnajstega in začetki dvajsetega stoletja se napredek vojaške tehnologije ni videl le na kopnem temveč tudi na morju. V začetku dvajsetega leta je med Veliko Britanijo in Nemčijo izbruhnila pomorska oboroževalna tekma v kateri sta obe strani povečevali, razvijali in nadgrajevali svoje bojno ladjevje. Vzrok za to tekmo je bil predvsem želja nemškega cesarja po mogočni bojni floti ter strah nemškega cesarstva pred Britansko prevlado na morju, ki bo ob morebitni vojni blokiralo nemško obalo in ogrozila nemške kolonije (kar se je med vojno dejansko zgodilo). Iz te oboroževalne tekme se je razvil nov tip bojne ladje imenovan Dreadnought (ime je dobil po ladji HMS Dreadnought). Šlo je za popolnoma nov revolucionaren tip bojne ladje s katerim so vse bojne ladje zgrajene pred letom 1906 postale zastarele. Skrivnost te ladje je bila v hitrosti, ki so jo zagotavljale parne turbine, debelem oklepu, in topovom katerih kaliber je presegal 300 mm. Nemci so kot odgovor na nov tip bojne ladje začeli graditi lastne bojne ladje podobnega tipa s čimer se je oboroževalna tekma še bolj zaostrila. Obe strani sta glavne bojne ladje dopolnjevali še z modernimi težkimi in lahki križarkami ter rušilci. Pred in med vojno so tako na morju po moči in številčnosti prevladovale predvsem nemške in britanske bojne ladje. Ostali udeleženci vojne Francija, Italija, Japonske, ZDA so imeli sicer moderno in številčno floto vendar ta po moči in velikosti ladij ni nikoli dosegla nemške in britanske.
Med vojno so v bojnih na morju prevladovale predvsem bojne ladje zaradi česar je velika vojn postala znana kot zadnja vojna v kateri je prišlo do spopada med velikimi bojnimi ladjami (v drugi svetovni vojni in vseh nadaljnih vojnah so to nalogo prevzela letala). Za večino bojnih ladij zgrajenih po letu 1906 je bilo značilno, da so posnemale osnovni model tipa Dreadnought. Topovi na teh ladjah so bili nameščeni v velikih kupolah na premcu in krmi sami topovi pa so dosegali kalibre velikosti preko 300 mm. Z razvojem turbine se je hitrost ladje povečala iz 17 vozlov na 20 vozlov in več. Sam turbina pa je v ladji zavzela dosti manj prostora kot klasični parni motorji. Z uvedbo giroskopa in centralizirane kontrole topniškega ognja se je učinkovit domet topov iz 1.800 m povečal na 7.300 m. Ladje so postale tudi bolj zaščitene, celotna konstrukcija ladje je nastala okoli nekakšne oklepljene kletke. Najbolj izpostavljeni deli ladji so bili zavarovani z oklepom debeline preko 280 mm. Ker sta bili britanska in nemška mornarica po številu bojnih ladij bolj ali manj izenačeni do večjih spopadov ni prišlo saj sta se bali da bi z morebitno izgubo ladij v vojni izgubili prevlado na morju. Tik pred vojno se je pojavil še en nov tip ladje, to je bila bojna križarka. Po videzu in oborožitvi je bila podobna bojni ladji, od nje se je razlikovala le po slabšem oklepu in večji hitrosti, ki so jo kompenzirali z lažjim oklepom. Težke križarke so bile načrtovane tako, da so lahko delovale samostojno na dolge razdalje, napadale pa so lahko vsa plovila ki so bila manjša od njih ter bežale pred vsem kar je bilo večje od njih.
Strah in trepet vseh večjih bojnih ladij in križark v pristanišču in na odprtem morju je bil torpedni čoln. Ti so se pojavili v drugi polovici 19. stoletja svojo izjemno učinkovitost pa so pokazali v rusko-japonski vojni leta 1904. Ker je šlo izjemno dobro oborožena, hitra in okretna plovila, bojne ladje in križarke proti njim niso imele učinkovite obrambe. Zato so za zaščito ladij razvili rušilec, ki pa je med vojno prevzel še cel spekter ostalih bojnih in nebojnih nalog in je tako postal nekakšno univerzalno bojno plovilo, na tem mestu pa se je obdržal še danes.
Popolnoma novo revolucionarno plovilo v vojni na morju je bila podmornica. Prve podmornice so se pojavile proti koncu 19. stoletja. To so bila preprosta plovila ki so lahko plula le nekaj metrov pod morsko gladino in so se srečevala s celo vrsto tehničnih težav. Kot velik problem se je izkazal pogon. Sprva je podmornice poganjal bencinski motor, nato električni, dizelski na zadnje pa je prišlo do kombinacije dizel-električnega pogona ki se je izkazal za najbolj učinkovitega. Prve prave podmornice primerne za bojno uporabo so se pojavile v prvih letih dvajsetega stoletja. Ker je imela podmornica velik potencial kot vojni stroj so v njen razvoj vlagale vse večje evropske države. Na začetku prve svetovne vojne so imele Velika Britanija, Francija in Nemčija že dobro razvito podmorniško tehnologijo. Razlikovalo se je le mišljenje o njeni uporabi. Britanci so podmornico smatrali kot nečastno orožje in so ji med vojno namenili bolj ali manj izvidniško vlogo. Nemci pa so v podmornici videli učinkovito ofenzivno orožje proti katerem leta 1914 ni bilo učinkovite obrambe zato je bil uspeh tega orožja že vnaprej zagotovljen. To se je pokazalo že na samem začetku vojne ko sta nemški podmornici U-21 in U-9 v septembru 1914 potopili kar štiri bojne ladje. Nemške podmorniške akcije proti zavezniškim ladjam so se nadaljevali v bitki za Gallipoli. Februarja 1915 je podmorniško vojskovanje prišlo na popolnoma novo raven saj so Nemci okoli britanskega otočja razglasili vojno območje in začeli izvajati neomejeno podmorniško vojno proti vsem vojnim in civilnim plovilom. S tem so želeli Veliko Britanija, ki je bila odvisna od uvoza surovin, dobesedno izstradati in izločiti iz vojne. Ta odločitev je imela tudi negativne posledice, maja 1915 je bila torpedirana potniška ladja RMS Lizitanija, v potopitvi je umrlo 128 ameriških državljanov kar negativno vplivalo na ameriško javno in politično mnenje do Nemške vloge v vojni. Nemci so začasno prekinili neomejeno podmorniško vojno vendar so jo po nekaj tednih nadaljevali, ta je dosegla vrhunec konec leta 1916 ko so potopili tri četrtine zavezniških trgovskih ladij, ki so bile namenjene v Veliko Britanijo. Vstop ZDA v veliko vojno leta 1917 je bil za zaveznike veliko olajšanje saj je ta s svojim neskončnim vojaškim in gospodarskim potencialom razbremenila pregreto britansko trgovsko in vojno mornarico. Na nemški ulov ter posledično izgube podmornic so vplivale tudi nove bojne tehnike ter sredstva. Razne ladijske vabe (Q-ladje) in pomožne križarke so potopile vedno več nemških podmornic zaradi česar je podmorniška vojna postala še bolj brutalna saj podmorničarji zaradi lastne varnosti niso več opozarjali trgovskih ladij, da jih bodo potopili. Veliko nevarnost za podmornico je pomenil tudi izum hidrofona s katerim je bilo mogoče na podlagi zvoka locirati podmornico, nato pa so na tako odkrito podmornico odvrgli globinske bombe ki so jo prav tako razvili med samo vojno. Kot izredno učinkovito sredstvo proti podmornicam se je izkazalo letalo in sistem ladijskih konvojev. Do sredine leta 1918 se je število potopljenih ladij drastično zmanjšalo po drugi strani pa se je povečalo število potopljenih nemških podmornic. Nemci so vojno končali z 176 podmornicami.
Na vojno na morju so močno vlivali tudi razvoj radia in sonarja. Z razvojem letalstva, so se letala začela pojavljati tudi na morju. Sprva so ta delovala iz kopnega kmalu pa se je pojavila potreba, da so delovala tudi iz ladij. V ta namen so bile razvite posebne ladje, ki so bile nosilke letal in vodnih letal (HMS Ark Royal). Medtem je mornarica eksperimentirala tudi z ladjami na katerih bi lahko vzletala in pristajala. Prva taka ladja je bila HMS Furious, 2. avgusta 1917 je na njej poizkusno pristalo prvo letalo. Devetnajstega julija 1918 je iz nje vzletelo sedem letal Sopwith Camel ter napadlo nemško bazo cepelinov v Tondernu. Ker ladja ni imela pristajalne palube so nekatera letala pristala v morju posadko pa so nato rešili s čolni ostala letala pa so odletela v nevtralno Dansko. To je prvi uspešen napad letal iz letalonosilke.
Poleg podmornic so bile strah in trepet ladij in tudi samih podmornic morske mine. Čeprav so se pojavile že več desetletij pred veliko vojno so bile prav v tej vojni uporabljene v številu kot še nikoli poprej. Z njimi so vse strani, ki so bile vpletene v pomorsko vojno zavarovale dostope do pomembnih pristanišč ter strateško pomembne pomorske prehode. Ker je bilo mino izredno težko odkriti, saj se je nahajala dober meter pod morsko gladino, se je pogosto dogajalo, da je nasprotnik mino položil pred luke ta pa je nato tam čakala na nesrečno vojaško ali trgovsko ladjo. Nalet na morsko mino, ki je vsebovala do 100 kg TNT je za ladjo skoraj gotovo pomenil smrt ali težke poškodbe. Najbolj nevarne mine so bile tiste, ki so bile prosto plavajoče saj so ogrožale vse ladje in so povzročale nevarnost še leta po vojni. Hitre in učinkovite zaščite pred minami ni bilo, pred vojaškimi akcijami se je minska polja očistilo s posebnimi ladjami imenovanimi minolovci, postopek čiščenja pa je bil relativno zapleten in zamuden.

## Bojni strupi
Zastoj na zahodni fronti, konec leta 1914, ter krvavo pozicijsko vojskovanje ki mu je sledilo je zahtevalo nova orožja s katerim bi bilo moč premagati dobro okopanega nasprotnika. Tako so vojaški strategi in strokovnjaki prišli, do ideje da bi proti nasprotniku lahko uporabili bojne strupe, čeprav je bila uporaba teh prepovedana s haaškima konvencijama iz leta 1899 in 1907. Namen bojnih strupov je bil preprost; demoralizirati, raniti in ubiti nasprotnika. Kljub njihovi pogosti uporabi tekom vojne je bil učinek bojih strupov na nasprotnika majhen. V primerjavi z ostalimi konvencionalnimi orožji so bili protiukrepi v obliki zaščitne maske izredno učinkoviti, smrtnost zaradi izpostavljenosti bojnim strupom pa je znašala le okoli štiri procente.
Zaradi uporabe bojnih stropov je prva svetovna vojna dobila vzdevek tudi kemična vojna. Med vojno so vse strani uporabljale bojne strupe. Prvo so jih začeli uporabljati Francozi, avgusta 1914 so proti Nemcem izstrelili manjšo količino granat napolnjenih s solzivcem. Ker so bile količine res majhne Nemci tega plinskega napada niti niso opazili. Podobno so naredili tudi Nemci oktobra 1914, pri napadu na britanske položaje pri Neuve Chapellu. Napada s plinskimi granatami, polnjenimi s solzivcem britanski vojaki niti niso opazili (uporaba dražilnih plinov s haaško konvencijo ni bila prepovedana). Do prvega večjega plinskega napada je prišlo 31. januarja 1915 ko so Nemci na vzhodni fronti s plinskimi granatami polnjenimi z xylyl bromidom napadli ruske položaje zahodno od Varšave. Zaradi mrzlega podnebja plinski napad ni bil uspešen saj kemična spojina bromida ni izhlapela ter tako ni imela pravega učinka.
Čeprav so bili prvi napadi s plinom neuspešni se je uporaba plina za bojne namene še vedno zdela uporabna zato so Nemci raziskovali naprej in prišli do spoznanja, da bi bilo mogoče kot bojni strup uporabili klor. Klor je namreč izredno močan dražljivec in povzroča poškodbe oči, nosu, grla in pljuč v večjih količinah pa lahko povzroči smrt zaradi zadušitve. Ker je stranski proizvod kemične industrije je lahko dostopen in ga je moč dobiti v velikih količinah. Analize kako pravilo uporabiti klor proti nasprotnikovim jarkom pa je naredil kemični Inštitut cesarja Viljama v Berlinu. Kot bojni strup so klor prvič uporabili 22. aprila 1915 severno od Ypresa, proti francoskim položajem so ob šibkem vzhodnem vetru spustili 168 ton klora. Francoski vojaki so ob pogledu na velik zelen oblak ter težkemu dihanju v paniki zapustili svoje položaje in nastala 7 km vrzel v zavezniški fronta, ki pa jo Nemci zaradi strahu pred plinom niso znali izkoristiti tako, da se frontna črta ni dosti spremenila. Nemci so pri Ypresu klor uporabili še 24. aprila, 2. maja in 5. maja. Na vzhodni fronti so klor uporabili 6. avgusta med napadom na rusko utrdbo Osowiec ter pri napadu na vas Rawka, oba plinska napada sta na ruski strani povzročila veliko žrtev vendar Nemci niso dosegli svojega cilja. Klor se je namreč izkazal kot zelo slab bojni strup, ker je tvoril zelen oblak ga je bilo enostavno zaznati, ker je bil vodotopen pa se je bilo mogoče proti njemu zaščititi z dihanjem preko mokre krpe. Da je imel želen učinek na nasprotnika pa je morala biti njegova količina v zraku dovolj visoka kar pa ni bilo enostavno zagotoviti. Zavezniki so celo naredili raziskavo in ugotovili, da je smrtnost med vojaki manjša če ti ne bežijo pred plinom ter če se zadržujejo na višjih mestih v jarku. Kot protiukrep pa so uporabljali gaze namočene v posebno raztopino ali vodo ter motoristična očala s katerimi so zaščitili oči. Klor se je tako izkazal bolj kot psihološko orožje kot pa orožje proti kateremu ni zaščite. Britanci so svoj prvi napad s klorom izvedli 25. septembra 1915 v bitki za Loos. Napad se je spremenil v pravo katastrofo. Spremenljiv veter je oblak klora odnesel na nikogaršnje ozemlje ali pa v britansko zaledje. Da je bila katastrofa še večja so pozabili ključ od nekaterih jeklenk, tako da niso morali izpustiti vsega klora za povrhu pa je britanske položaje napadlo še nemško topništvo. Iz poškodovanih jeklenk je ušel klor, ki je zastrupil večje število britanskih vojakov.
Ker se je klor izkazal kot izredno slab in nezanesljiv bojni strup so Francozi leta 1915 za vojaško uporabo razvili fosgen. Šlo je za brezbarven dušljivec s specifičnim vonjem po sveže pokošenem senu. V primerjavi s klorom ta deluje le na pljuča simptomi zastrupitve pa se lahko pojavijo tudi 24 ur po izpostavljenosti temu plinu, smrtni odmerek je dosti manjši kot pri kloru, žrtev pa umre zaradi zadušitve. Nemci so fosgen skupaj s klorom uporabili 19. decembra 1915 v bližini Ypresa, posledica, 1.069 poškodovanih in 69 mrtvih britanskih vojakov. V primerjavi z dušljivi so na bojišču velike vojne dosti bolje izkazali mehurjevci. Najbolj pogosto uporabljen in najbolj učinkovit mehurjevec je bil iperit znan tudi kot gorčični plin. Za vojaške namene so ga leta 1917 razvili Nemci. Šlo je za neubojn plin, čeprav je znal biti v večjih količinah smrtno nevaren. Ker je bil težji od zraka se je zadrževal pri tleh ter tam kondenziral v kapljice, ki so spominjale na svetlo rjavo oljnato tekočino. Za razliko od ostalih plinov, je iperit zemljo kontaminiral za dalj časa, od nekaj dni do nekaj tednov odvisno od vremenskih pogojev, zato je bil napad na tako ozemlje otežen. Zaščita proti temu plinu je bila omejena, vojaki so si lahko z uporabo zaščitne maske zaščitili le dihalne organe koža pa je ostala izpostavljena. To težavo so reševali z različnimi improvizacijami npr. z mazanjem z blatom ali vazelinom. Ob izpostavljenosti je žrtev na koži dobila velike mehurje, oči so ji zatekle ter pričela je bruhati pojavile so se notranje in zunanje krvavitve. Če je plin prišel v dihalne organe je povzročil zelo boleče vnetje dihalnih poti in bronhijev, to je lahko trajalo tudi po več tednov. Žrtve, ki so bile izpostavljene smrtnemu odmerku se se lahko dušile tudi po več tednov preden so umrle.
Čeprav je bojni plin do konca vojne leta 1918 postal standardno orožje nikoli v vojni ni povzročil preobrata za katerega je bil razvit in namenjen. Razvite je bil prav posebej za pozicijski način bojevanja. Med boji se je izkazal kot izredno nezanesljiv, izgube zaradi bojih strupov so bile v primerjavi z ostalimi konvencionalnimi orožji zanemarljivo majhne. Proti njemu je bilo mogoče v kratkem času razviti učinkovite protiukrepe kar je njegovo učinkovitost še zmanjševalo. Imel pa je močan psihološki učinek saj se je dogajalo, da so cele enote zapustile položaje, ko so pred seboj zagledale oblak strupenega plina. Njegova uporaba je bila še najbolj učinkovati v kombinaciji s topniškim obstreljevanjem kar se je izkazalo tudi med dvanajsto soški bitko, oktobra 1917, ko so nemški vojaki v okolici Bovca zaplinili ter nato s topniškim ognjem razsuli italijanske položaje. Med vojno so na evropskih tleh bojne strupe uporabljale vse strani, izjema so bile ZDA. Pri njihovi izdelavi in uporabi so prednjačili predvsem Nemci, zahodni zavezniki so raven Nemčije dosegli šele proti koncu vojne. Bojni strupi pa se niso uporabljali le na zahodni fronti, čeprav je bila njihova uporaba tam zaradi načina vojskovanja najbolj pogosta. Uporabljali so se tudi na vzhodni fronti proti Rusom ter v Palestini med drugo bitko za Gazo.

## Obrambni sistemi

### Strelski jarki
Neskončno dolgi in blatni jarki so postali sinonim prve svetovne vojne. Vendar pa je njihova uporaba v vojaških konfliktih dosti starejša od velike vojne. Prvič so se pojavili že v antiki nato pa še nekajkrat skozi zgodovino. V večjem obsegu so se pojavili med ameriško državljansko vojno (obleganje Petersburga in Vicksburga), drugo bursko vojno in rusko-japonsko vojno. Namen jarkov je bil preprost, zaščititi vojake pred ognjem iz pušk ter topov ter prikriti premike enot. Do prve svetovne vojne so se strelski jarku v glavnem uporabljali pri obrambi ali obleganju mest ali utrdb. Ti jarki so bili produkt preprostih zemeljski del, prva svetovna vojna je to spremenila od tedaj naprej je kopanje jarkov postalo umetnost.
Vojaška taktika iz 19. stoletja ter orožje iz 20. stoletja je povzročilo, da je v prvih treh mesecih vojne na bojiščih umrlo in bilo ranjenih več sto tisoč vojakov. Zaradi neverjetno visokih izgube v ljudeh in materialu sta obe strani začeli, da bi se zaščitili, kopati jarke. Do oktobra 1914 je med Rokavskim prelivom in švicarsko mejo nastal nepretrgan sistem jarkov in utrdb. Pri gradnji jarkov so bilo skozi vojno v prednosti Nemci, ti so za gradnjo obrambne linje izbrali višji in lažje branljiv teren medtem ko so zavezniki ostali v nižje ležečih poljih in dolinah. Ta nemška prednost se je izkazala tudi v deževnih mesecih ko je voda iz višje ležečih predelov odtekala v doline in zalivala tamkajšnje zavezniške strelske jarke. Prvi jarki so bili preprosti, šlo je za preproste in hitro skopane jarke pred katere so namestili bodečo žico. Ko pa se je vojna zavlekla v mesece in nato v leta so začeli jarke izboljševati in nadgrajevati. Čeprav sta obe strani iz kopanja strelskih jarkov naredili pravo umetnost je veljalo, da so Nemci gradili najboljše jarke katere je bilo izredno težavno zavzeti. Obe strani sta se posluževali bolj ali manj enakega sistema sistema jarkov. Ti so bili skopani vzporedno z nasprotnikovimi vmes pa je bilo nikogaršnje ozemlje. Graditelji so jarke prilagajali okoliškemu terenu, kopali so jih pod različnimi koti (sistem cik-cak) ter nikoli v ravnih črtah s tem so zmanjšali žrtve v primeru padca granata direktno v jarek ter omogočili lažjo obrambo jarka v primeru vdora nasprotnika. Za jarkom, ki je bil na prvi bojni črti se je nahajal še eden ali dva jarka rezervne bojne črte. Jarki prve druge in tretje linije so bili med sabo povezani s komunikacijskimi jarki preko katerih so potekale oskrba, komunikacije in premiki enot. Za velike ofenzive so v bližini prve bojne linije zgradili začasne jarke kamor se je zateklo moštvo pred naskokom na sovražnikove položaje. Na nikogaršnje ozemlje so kopali t. i. slepe jarke katerih namen je bil prisluškovanje sovražniku, izvajanje prikritih napadov ali pa zavajanje sovražnika. Taki jarki so se lahko sovražniku približali tudi na nekaj metrov.
Klasičen strelski jarek je bil globok okoli 4 do 5 metrov. Na njegov prednji in zadnji del je bila nametana zemlja, ki je vojake ščitila pred kroglami in šrapneli. Robovi jarkov so bili dodatno utrjeni z vrečami peska ter lesenimi tramovi. Tista stran jarka, ki je bila obrnjena proti sovražniku je imela stopnico, ki je vojakov omogočala pogled preko vrha jarka ter lažje streljanje. Za zaščito pred ostrostrelci so gradili strelne line preko katerih so postavili jeklene plošče. Tla in stene jarkov so bile obložene z lesom na dnu jarka pa je bil kanal za odvajanje vode. Glavna prioriteta na prvi bojni črti je bila zaščita pred topništvom. V ta namen so gradili podzemne bunkerje in kaverne. Globlji kot je bil bunker bolj so bili vojaki varni pred granatami. Najboljše bunkerje so gradili Nemci, zgrajeni so bili tudi v treh nadstropjih pod zemljo pri tem pa so poleg lesa uporabljali še beton in železo. Nekaj metrov pred jarkom se je raztezalo obsežno polje bodeče žice in ostalih ovir, ki je nasprotniku oteževalo napad na jarek. Zato je pred napadom pehote po navadi potekala obsežna topniška priprava katere namen je bil uničiti polja bodeče žice in nasprotnikove jarke z mitraljezi. Prednost bodeče žice je bila, da jo je bilo enostavno namestiti ter je z ostalimi ovirami izredno učinkovito upočasnila nasprotnika.

### Utrdbe
Utrdbe so dolga stoletja predstavljala steber obrambe neke države. Z razvojem topništva so sicer izgubile del svoje obrambne moči vendar so se kljub temu v različnih oblikah ohranile vse do začetka druge svetovne vojne kljub temu da je prva svetovna vojno jasno pokazala, da je čas utrdb že zdavnaj mimo. Skokovit razvoj topništva v drugi polovici 19. stoletja je konstruktorje utrdb prisili, da so se te začele seliti pod zemljo ker so bile bolj zaščitene pred uničevalno močjo topov. Iz zemlje so gledali le t. i. bojni bloki s topovi in mitraljezi, medtem ko je bilo vse ostalo skrito globoko pod zemljo. Tehnologijo v utrdbah lahko primerjam s tiso na velikih bojnih ladjah. Za utrdbe so bile namreč razviti prav posebni topniški sistemi ter njihova oskrba in obramba. Topovi so bili nameščeni po posebnih jeklenih kupolah, ki so se vrtele v krogu 360°, nekatere kupole so bile zasnovane tako, da so se pred strelom dvignile iz zemlje. S tem so branilci zmanjšali izpostavljenost topov sovražnikovemu ognju. Dostava streliva topovom je iz skladišča potekala po tirih in dvigalih znotraj utrdbe. Obramba utrdbe je bila zasnovana tako, da če je padel en del utrdbe je lahko drug del nemoteno nadaljeval z bojem.
V letih pred vojno je dolgo časa veljalo, da ima Belgija najbolj napredne utrdbe. Te so bile postavljene v osemdesetih in devetdesetih letih 19. stoletja okoli strateško pomembnih mest kot so Namur, Antverpen in Liege. Pri izgradnji so uporabili najnovejša tehnološka in gradbena dognanja, ki pa so se, ironično, med veliko vojno izkazala kot Ahilova peta (veliko je bilo težav s kvaliteto betona, ki je bil v 19. stoletju nov gradbeni material). Kljub nenehnemu posodabljanju utrdb se je avgusta 1914 ob nemškem napadu na Belgijo izkazalo, da so utrdbe postale zastarele. Zaradi slabega belgijskega načrtovanja so Nemci že prve dni velike vojne obšli večino večjih belgijskih utrdb, oblegane utrdbe pa so kasneje uničili s težkimi havbicami kot sta npr. Škoda 210 mm in Debela Berta 420 mm. Morda najbolj dramatično je bilo uničenje belgijske utrdbe Fort de Loncin v kateri so Nemci zadeli podzemno skladišče streliva. Močna eksplozija, ki je nastala po nemškem zadetku je pod seboj pokopala 550 belgijskih vojakov. Uničenje belgijskih utrdb je bila lekcija za Francoze, ki so nato v nadaljevanju vojne razorožili večino svojih utrdb njihovo orožje po porabili na dolgi fronti črti, ki se je vlekla od Rokavskega preliva do Švicarske meje (v bitki za Verdun se je izkazalo, da so bile starejše in večkrat nadgrajene francoske utrdbe zgrajene veliko bolje od belgijskih) .
Do podobnega zaključka kot Francozi so prišli tudi Avstrijci leta 1915 ko so po italijanskem napadu razorožili večino utrdb, saj se je izkazalo, da te niso varne pred italijanskimi topovi velikega kalibra.
Avstro-Ogrska je namreč imela na meji s Kraljevino Italijo večje število t. i. gorskih zapornih utrdb. Med temi utrdbami so bile tudi koroške utrdbe (Kluže, Hermanova utrdba, Predelska baterija, Predelska utrdba in zapora pri Rabeljskem jezeru). Najbolj znana Avstrijska trdnjava je bila Przemyś, pri kateri je v bistvu šlo za sistem utrdb okoli poljskega mesta Przemyś. Utrdba je šla skozi dve ruski obleganji nato pa se je morala garnizija v njej zaradi pomanjkanja hrane 22. marca 1915 predati.
Kljub temu, da so utrdbe med prvo svetovno vojno postale zastarele so se ohranile do začetka druge svetovne vojne ter celo konca hladne vojne (Maginotova linija, Siegfridova linija, Alpski zid, Rupnikova linija, …).

## Transport
Transport je med prvo svetovno vojno odigral eno ključnih vlog. Med vojno je bil velik poudarek na hitrem premiku enot iz enega bojišča na drugo. Tako so lahko npr. Nemci cele enote in vojske premikali med zahodnim v vzhodnim bojiščem v samo nekaj dneh. Transport ter njegova hitrost je bila tako eden ključnih dejavnikov v tej popolnoma industrializirani vojni. Pri transportu po kopnem so se vojske zanašale večinoma na železnice, ki so v tistih časih veljale za hiter in učinkovit prevoz ljudi in materiala. Zaradi dobro razvejanega železniškega sistema v Evropi je bilo možno čete pripeljati blizu fronte s tem pa so odpadli dolgi marši, ki so vojake izčrpali. Z železnico je bilo do frontne črte dosti lažje pripeljati tudi vojaški material, ki ga zaradi industrializirane vojne ni bilo nikoli preveč. Na odročnih in slabo dostopnih krajih kjer so bile komunikacije slabe se je vojska še vedno zanašala na transport z mulami, osli, voli in konji v nekaterih primerih so v ta namen uporabili celo pse. Kljub industrijskemu napredku na področju transporta so v vojni pri prevozu material in opravljanja različnih del še vedno prednjačile živali. Izredno zaželeno delavna žival v vojski je bila mula. Ta križanec med oslom in konjem je imel lastnosti obeh živali, moč, trdoživost in nezahtevnost. Konji so bili bolj domena konjenice, ki pa je v prvi svetovni vojni izgubila svoj pomen. Ker je bil konj zahteven za oskrbo se je vojska njihove uporabe izogiba. Izjema so bile po navadi posebne pasme vlečnih konj, ki so bile bolj odporne na ekstremne razmere. Ker se je med vojno za vojaške namene uporabljalo ogromno živali je moč predvidevati da je med njo umrlo in trpelo vsaj toliko živali kot ljudi.
Kmalu po začetku vojne so se začela na fronti in za njo pojavljati prva motorna vozila. Uporabljali so jih za transport materiala ter ranjencev. Zaradi svoje relativne nezahtevnosti so začela proti koncu vojne nadomeščati delavne živali.

## Komunikacije
V vseh vojnah so bile komunikacije ključnega pomena, njihovo pomanjkanje je pomenilo napačne odločitve in posledično poraz. Ker pa je bila prva svetovna vojna vojna svetovnih razsežnosti klasični načini komunikacij preko kurirjev, golobov in svetlobnih signalov niso več zadoščale. Predvsem pa so bili ti načini komunikacije med številnimi odseki fronte in enotami počasni in nezanesljivi. Izguba komunikacij v ključnem trenutku je za generale lahko pomenila izgubo pregleda nad bojiščem in s tem izgubo bitke ter posledično večje število mrtvih in ranjenih. Velik korak naprej od t. i. starih načinov komunikacije je pomenila uvedba poljskega telefona na bojišče. Čeprav je vojska te uporabljala že vrsto let je prav prva svetovna vojna pomenila komunikacijski preskok. Postavitev in uporaba telefona na statičnem bojišču je bila enostavna. Vojaki so po navadi ožičili celotne odseke jarkov, telefonske žice pa so bile nato povezane s telefonsko centralo, ta pa je bila povezana s poveljstvom. Poveljstvo tako v realnem času dobivalo podatke iz bojišča, topničarji pa podatke o korekciji ognja. Močna topniška obstreljevanja so pogosto pretrgala telefonske kable in tako prekinila telefonske povezave zato je bilo potrebno te neprestano obnavljati kar je bila velika slabost telefonskih povezav med veliko vojno. Prvi poljski telefoni so imeli tudi to slabost, da jim je bilo enostavno prisluškovati. Ti so namreč imeli skupno ozemljitev, ki so bila po navadi kar tla v jarku. Če je nasprotnik v svojem jarku, ki je bil oddaljen le nekaj deset metrov, na tla priklopil svoj telefon je brez težav prisluškoval nasprotniku. Težavo so kasneje odpravili z izoliranim kablom z dvema paricama. Za pošiljanje sporočil na daljše razdalje so uporabljali telegrafijo. Zardi varnosti so sporočila pogosto kodirali pojavili pa so se tudi prve naprave za kodiranje signalov (t. i. scramblerji signala).
Slabost telefonov in telegrafov je bila žica, ki je povezovala oddajnik in sprejemnik. Ta namreč ni omogočala hitrega premika enot saj so jo morale premikajoče se enote vleči za sabo, da so obveščale poveljstvo o svojem napredku na bojišču. Problem je predstavljala tudi dolžina kabla, ki je bila seveda omejena ter njegova ranljivost (kabel je lahko uničilo topništvo ali pa ga je nasprotnik prerezal). Vse te težave je rešil brezžični prenos informacij preko radijske postaje. Ta se je za komercialne in seveda za vojaške namene uporabljala že leta pred veliko vojno (primer Titanik), vendar je bil sistem velik in zato popolnoma neprimeren za bojišče. Šele razvoj znanosti je proti koncu prve svetovne vojne omogočil izdelavo manjših radijskih postaj, ki jih je bilo mogoče namestiti na manjši voz ali kar na konja. Komunikacija preko radijskih postaj je potekala podobno kakor preko telegrafa in sicer preko morsejeve abecede. Da sovražnik nebi bral informacij so bila sporočila kriptirana. Razvoj radijskih postaj je omogočil razširitev izvidniške dejavnosti letal. Ta so lahko zdaj v realnem času v poveljstvo sporočala o dogajanju na tleh daleč za sovražnikovo črto.

## Medicina
Tako kot vsaka vojna je tudi prva svetovna vojna pospešila napredek v medicini. Ta je napredovala predvsem v kirurgiji, hitri obravnavi poškodovanca ter hitremu transportu do bolnišnice. V obdobju pred antibijotiki je bil pri obravnavi ranjenca ključen čas. Manj časa kot je ta potreboval od bojišča do zdravnika tem večja možnost je bila, da bo ta preživel. V ta namen je bil vzpostavljen sistem zbirnih točk prve pomoči, poljskih bolnišnic in bolnišnic v zaledju, ki so bile med seboj učinkovito povezane z vozili prve pomoči, vlaki in ladjami ter v nekaterih primerih celo z letali.
Med ranjenimi vojaki so najpogosteje prevladovale poškodbe glave in okončin. Poškodbe trupa je bilo okoli 12% bile pa so v večini primerov smrtne. Na začetku vojne so bile zaradi slabše obravnave ranjencev smrtne tudi nekatere na prvi pogled manj resne rane in poškodbe. Ker ni bilo antibiotikov so se rane hitro okužile, bolnik je dobil gangreno, sepso in nato umrl. Smrtnost zaradi okužb je bila izredno visoka. Zaradi velikega števila ljudi in slabe higiene so bili pogosti izbruhi nalezljivih bolezni kot sta bila kolera in tifus. Medicina je okužbe poizkušala odpraviti z izboljšanjem higienskih razmer. Velika smrtnost je bila tudi zaradi poškodb kosti, samo zaradi poškodb velikih kosti na nogi je bila smrtnost leta 1915 tudi 80%. Z razvojem novih načinov zdravljena (imobilizacija, naravnavanje kosti, operacije,...) je let 1917 preživelo že 80% poškodovancev. Pri operacijah so kljub napredku še vedno prevladovale amputacije okončin. Operacije trupa so bile zaradi slabo razvite kirurgije izredno tvegane in so se zaradi infekcij pogosto končale s smrtjo pacienta. Pri operacijah je bila v veliko pomoč tudi transfuzija krvi, ki je na področju medicine povzročila pravo revolucijo, kri pa je bilo mogoče hraniti tudi v t. i. krvnih bankah. K večjemu preživetju ranjencev je pomagal izum rentgena, kirurgi in zdravniki so z njegovo pomočjo laže postavili diagnozo ter nato zdravili pacienta. Mobilni rentgeni so delovali takoj za prvo bojno črto s čimer se je oskrba ranjencev še izboljšala.
Oskrba ranjencev se je nadaljevala tudi potem ko so se rane zacelile. Ogromno jih je ostalo brez udov ali pa so jim ostale težke brazgotine zaradi opeklin ter težke poškodbe obraza. Za tiste, ki so ostali brez udov je poskrbel razvoj novih protez. Iz kirurgije pa se je razvila plastična kirurgija, ki je z novimi metodami zdravljenja poizkušala na ranjencih odpraviti grozovite poškodbe vojne ter jih kolikor toliko prilagoditi novemu življenju. Veliko se je posvečalo tudi psihološki oskrbi vojakov. Zaradi novega načina bojevanja v katerem so bili vojaki izpostavljeni dolgotrajnemu stresu, so se začele med vojaki pojavljati različne psihološke motnje. Najpogostejša motnja je bila t. i. granatni šok (ang. shell shock) oblika posttravmatske stresne motnje, ki se je kazal v različnih oblikah in je lahko prizadela vse od navadnih vojakov do častnikov. Vzrok zanje je bil bojni stres ter grozote vojne, ki so jih vojaki doživeli na bojnem polju. Zdravljenje tako obolelih je po navadi potekalo v posebnih bolnišnicah daleč za frontno črto. Nekateri so po zdravljeni lahko na novo zaživeli drugi pa so s psihološkimi motnjami ostali zaznamovani za vse življenje.